# フルレ島
フルレ島（フルレとう、英語: Hulhule Island）は、モルディブ諸島、北マーレ環礁にある島。人口は802人（2022年国勢調査）。

## 概要

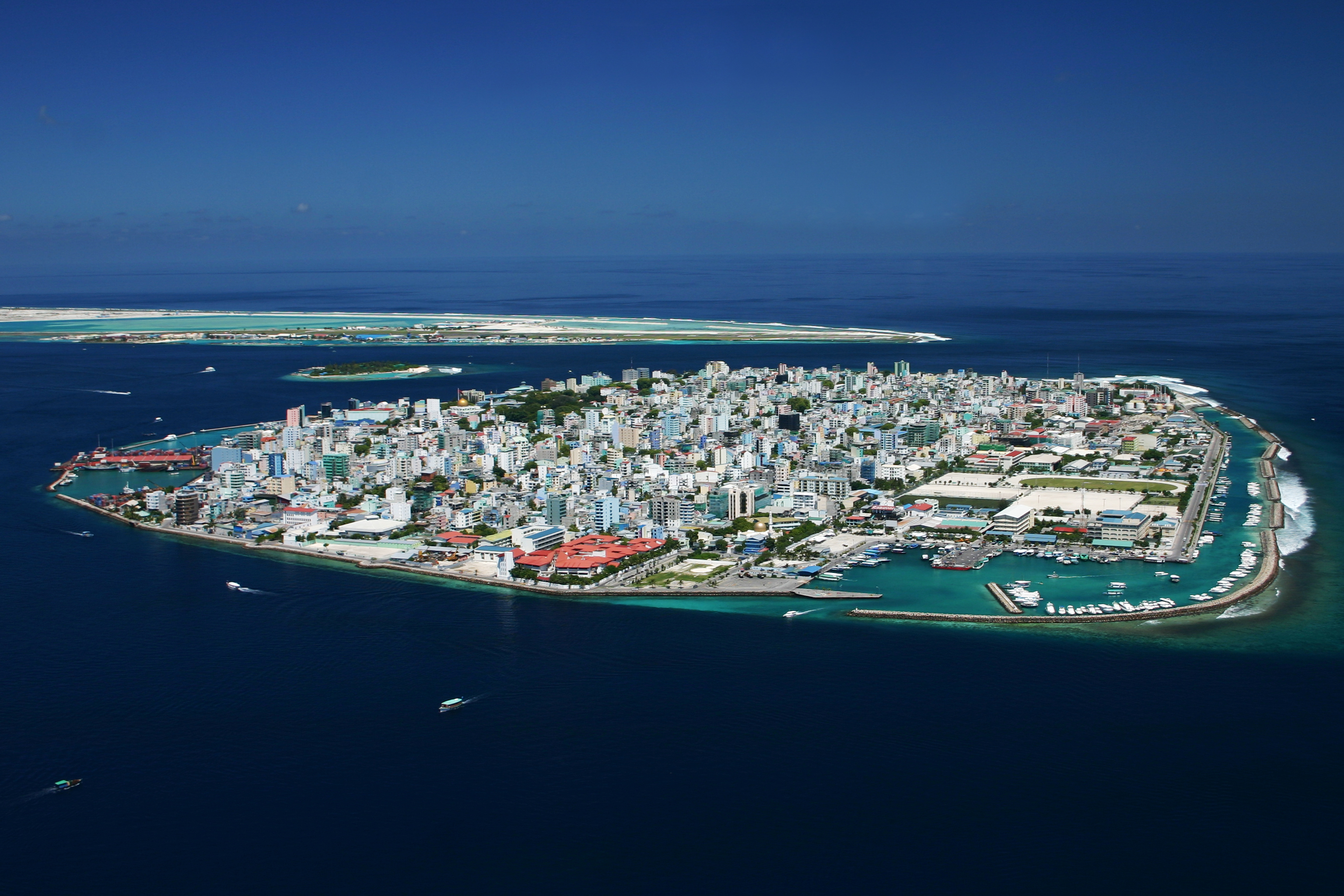
画像中央はマレ島、奥側の細長い島がフルレ島

モルディブ共和国の首都マレに最も近く、イブラヒム・ナシル国際空港がある。この島は「空港の島」として開発されており、空港と滑走路、そして空港に付属しているホテルしかない。
モルディブの各リゾート島へは、近距離の場合はボートで移動するが、長距離の場合は、水上機で移動するので、モルディブ国内にあるエアタクシー2社のターミナル桟橋もある。
もともと縦長の島だったが、長距離ジェット機が就航できるように諸国の援助で埋め立てがなされた。

## マレ市内での位置
空港島フルレ島は、マレ島の北東、新しく造成された居住区であるフルマーレ島との間に位置し、これら3島はシナマーレ橋が連結しているため陸上交通が可能である。

## 近隣の島
- フルマーレ島 - 海面上昇による国土の水没に備えるためフルレ島の北北東に造成中の人工島[2]
- ヴィリンギリ島 (マレ)